# Trimma unisquamis
Trimma unisquami es una especie de peces de la familia de los Gobiidae en el orden de los Perciformes.

## Morfología
Los machos pueden llegar a alcanzar los 2 cm de longitud total.

## Hábitat
Es un pez de Mar í de clima tropical y asociado a los  arrecifes de coral hasta los 6-12 m de profundidad.

## Distribución geográfica
Se encuentra en Guam, Tonga y Hawái.

## Observaciones
Es inofensivo para los humanos.